# Scheuchzeria palustris
Scheuchzeria palustris L. è una pianta angiosperma dell'ordine Alismatales. È l'unica specie nota del genere Scheuchzeria L. e della famiglia Scheuchzeriaceae F.Rudolphi.

## Distribuzione e habitat
Questa specie ha un ampio areale circumboreale che si estende in Nord America, Europa e Asia.